# Jacques Hanegraaf
Jacques Hanegraaf (Rijsbergen, 14 de desembre de 1960) és un ciclista neerlandès, ja retirat, que fou professional entre 1981 i 1994.
El 1980, com a ciclista amateur va prendre part en els Jocs Olímpics d'Estiu de Moscou, on va disputar dues proves del programa de ciclisme. En ambdues, els 100 km contrarellotge per equips i la prova en ruta finalitzà en quinzena posició.
Durant la seva carrera professional aconseguí 34 victòries, entre les quals destaquen l'Amstel Gold Race de 1984, la París-Brussel·les de 1982 i dos campionats dels Països Baixos en ruta, el 1981 i 1985. El 1984 va liderar el Tour de França durant dues etapes, a més d'aconseguir la primera posició final de la classificació dels esprints intermedis.

## Palmarès
- 1980
  - 1r a la Ronda van Midden-Nederland
- 1981
  -  Campió dels Països Baixos en ruta
- 1982
  - 1r de la París-Brussel·les
  - 1r al Gran Premi del cantó d'Argòvia
- 1983
  - Vencedor de 2 etapes de l'Etoile de Bessèges
  - Vencedor d'una etapa a la Setmana Catalana
- 1984
  - 1r de l'Amstel Gold Race
  - 1r de l'Acht van Chaam
  - 1r de la Classificació dels esprints intermedis del Tour de França 
  - Vencedor d'una etapa de la Volta als Països Baixos
- 1985
  -  Campió dels Països Baixos en ruta
  - 1r a Zuiderzee Derny Tour
  - Vencedor d'una etapa de la Volta als Països Baixos
- 1988
  - Vencedor d'una etapa del Kellogg's Tour of Britain
  - Vencedor d'una etapa de la Volta a Catalunya
- 1992
  - 1r a la Veenendaal - Veenendaal

### Resultats al Tour de França
- 1984. 101è de la classificació general.  1r de la Classificació dels esprints intermedis. Porta el mallot groc durant 2 etapes
- 1988. 119è de la classificació general
- 1989. 129è de la classificació general